# José Perdomo
José Batlle Perdomo Teixeira (Salto, 5 gennaio 1965) è un allenatore di calcio ed ex calciatore uruguaiano, di ruolo centrocampista.

## Carriera

### Giocatore
Militò dal 1983 al 1989 nel Peñarol, col quale vinse nel 1985 e nel 1986 il campionato dell'Uruguay e nel 1987 la Copa Libertadores. Con la nazionale dell'Uruguay vinse la Copa América nel 1987, eliminando in semifinale la favorita Argentina, che giocava in casa, e in finale il Cile. Nel 1989 arrivò secondo, sconfitto in finale dal Brasile. Dotato di un tiro potente, realizzò con la maglia dell'Uruguay anche il gol che il 22 maggio 1990 permise all'Uruguay di battere 2-1 l'Inghilterra a Wembley.
Perdomo fu acquistato dal Genoa nel 1989 per volontà di Franco Scoglio, il quale aveva riportato il Grifone in Serie A e voleva elementi di talento. Le ricerche del Professore portarono nella stessa estate a Genova anche Pato Aguilera e Rubén Paz. Ma a impressionare Scoglio fu Perdomo, volante central, ovvero centrocampista centrale del Peñarol e della nazionale uruguaiana; avrebbe dovuto essere il cardine del neopromosso Genoa in massima serie, invece disputò 25 partite senza convincere, e alla fine della stagione 1989-1990 fu ceduto senza rimpianti al Coventry City, che lo rivendette poi nel febbraio 1991 al Betis.
Nello stesso anno ritornò in Sudamerica, nel Gimnasia La Plata, nuovamente nel Peñarol e dall'ottobre 1995 al Basáñez. Con il Gimnasia La Plata segnò il gol più famoso della sua carriera, con un calcio di punizione da oltre trenta metri che il 5 aprile 1992 decise la sfida con l'Estudiantes: la rete è passata alla storia come il "gol del terremoto", dato che le vibrazioni per l'esultanza dei tifosi furono registrate dal vicino Osservatorio di La Plata.

## Nella cultura di massa
Perdomo è noto anche per l'episodio in cui Vujadin Boškov disse su di lui la seguente frase: «Se sciolgo il mio cane, gioca meglio di Perdomo». Boškov in seguito ha spiegato cosa intendesse dire con quell'affermazione: «Io non dire che Perdomo giocare come mio cane. Io dire che lui potere giocare a calcio solo in parco di mia villa con mio cane».

## Statistiche

### Cronologia presenze e reti in nazionale
| Cronologia completa delle presenze e delle reti in nazionale ― Uruguay | Cronologia completa delle presenze e delle reti in nazionale ― Uruguay | Cronologia completa delle presenze e delle reti in nazionale ― Uruguay | Cronologia completa delle presenze e delle reti in nazionale ― Uruguay | Cronologia completa delle presenze e delle reti in nazionale ― Uruguay | Cronologia completa delle presenze e delle reti in nazionale ― Uruguay | Cronologia completa delle presenze e delle reti in nazionale ― Uruguay | Cronologia completa delle presenze e delle reti in nazionale ― Uruguay |
| Data                                                                   | Città                                                                  | In casa                                                                | Risultato                                                              | Ospiti                                                                 | Competizione                                                           | Reti                                                                   | Note                                                                   |
| ---------------------------------------------------------------------- | ---------------------------------------------------------------------- | ---------------------------------------------------------------------- | ---------------------------------------------------------------------- | ---------------------------------------------------------------------- | ---------------------------------------------------------------------- | ---------------------------------------------------------------------- | ---------------------------------------------------------------------- |
| 19-6-1987                                                              | Montevideo                                                             | Uruguay                                                                | 2 – 1                                                                  | Ecuador                                                                | Amichevole                                                             | 2                                                                      |                                                                        |
| 23-6-1987                                                              | Montevideo                                                             | Uruguay                                                                | 2 – 1                                                                  | Bolivia                                                                | Amichevole                                                             | -                                                                      |                                                                        |
| 9-7-1987                                                               | Buenos Aires                                                           | Argentina                                                              | 0 – 1                                                                  | Uruguay                                                                | Coppa America 1987 - Semifinale                                        | -                                                                      |                                                                        |
| 12-7-1987                                                              | Buenos Aires                                                           | Uruguay                                                                | 1 – 0                                                                  | Cile                                                                   | Coppa America 1987 - Finale                                            | -                                                                      | 88’                                                                    |
| 7-8-1988                                                               | Bogotà                                                                 | Colombia                                                               | 2 – 1                                                                  | Uruguay                                                                | Amichevole                                                             | -                                                                      |                                                                        |
| 12-10-1988                                                             | Montevideo                                                             | Uruguay                                                                | 2 – 0                                                                  | Paraguay                                                               | Amichevole                                                             | -                                                                      |                                                                        |
| 9-11-1988                                                              | Montevideo                                                             | Uruguay                                                                | 3 – 1                                                                  | Cile                                                                   | Amichevole                                                             | -                                                                      |                                                                        |
| 14-12-1988                                                             | Montevideo                                                             | Uruguay                                                                | 3 – 0                                                                  | Perù                                                                   | Amichevole                                                             | -                                                                      |                                                                        |
| 22-4-1989                                                              | Verona                                                                 | Italia                                                                 | 1 – 1                                                                  | Uruguay                                                                | Amichevole                                                             | -                                                                      |                                                                        |
| 3-5-1989                                                               | Montevideo                                                             | Uruguay                                                                | 3 – 1                                                                  | Ecuador                                                                | Amichevole                                                             | -                                                                      |                                                                        |
| 23-5-1989                                                              | Quito                                                                  | Ecuador                                                                | 1 – 1                                                                  | Uruguay                                                                | Amichevole                                                             | -                                                                      |                                                                        |
| 8-6-1989                                                               | Santa Cruz de la Sierra                                                | Bolivia                                                                | 0 – 0                                                                  | Uruguay                                                                | Amichevole                                                             | -                                                                      |                                                                        |
| 6-7-1989                                                               | Goiânia                                                                | Uruguay                                                                | 3 – 0                                                                  | Cile                                                                   | Coppa America 1989 - 1º turno                                          | -                                                                      | 46’                                                                    |
| 8-7-1989                                                               | Goiânia                                                                | Argentina                                                              | 1 – 0                                                                  | Uruguay                                                                | Coppa America 1989 - 1º turno                                          | -                                                                      | 64’                                                                    |
| 12-7-1989                                                              | Rio de Janeiro                                                         | Uruguay                                                                | 3 – 0                                                                  | Paraguay                                                               | Coppa America 1989 - 2º turno                                          | -                                                                      |                                                                        |
| 14-7-1989                                                              | Rio de Janeiro                                                         | Uruguay                                                                | 2 – 0                                                                  | Argentina                                                              | Coppa America 1989 - 2º turno                                          | -                                                                      | 38’ 46’                                                                |
| 16-7-1989                                                              | Rio de Janeiro                                                         | Brasile                                                                | 1 – 0                                                                  | Uruguay                                                                | Coppa America 1989 - 2º turno                                          | -                                                                      | 78’                                                                    |
| 27-8-1989                                                              | Lima                                                                   | Perù                                                                   | 0 – 2                                                                  | Uruguay                                                                | Qual. Mondiali 1990                                                    | -                                                                      |                                                                        |
| 3-9-1989                                                               | La Paz                                                                 | Bolivia                                                                | 2 – 1                                                                  | Uruguay                                                                | Qual. Mondiali 1990                                                    | -                                                                      |                                                                        |
| 17-9-1989                                                              | Montevideo                                                             | Uruguay                                                                | 2 – 0                                                                  | Bolivia                                                                | Qual. Mondiali 1990                                                    | -                                                                      | 78’                                                                    |
| 25-4-1990                                                              | Stoccarda                                                              | Germania Ovest                                                         | 3 – 3                                                                  | Uruguay                                                                | Amichevole                                                             | -                                                                      |                                                                        |
| 18-5-1990                                                              | Belfast                                                                | Irlanda del Nord                                                       | 1 – 0                                                                  | Uruguay                                                                | Amichevole                                                             | -                                                                      |                                                                        |
| 22-5-1990                                                              | Londra                                                                 | Inghilterra                                                            | 1 – 2                                                                  | Uruguay                                                                | Amichevole                                                             | -                                                                      |                                                                        |
| 13-6-1990                                                              | Udine                                                                  | Uruguay                                                                | 0 – 0                                                                  | Spagna                                                                 | Mondiali 1990 - 1º turno                                               | -                                                                      | 10’                                                                    |
| 17-6-1990                                                              | Verona                                                                 | Belgio                                                                 | 3 – 1                                                                  | Uruguay                                                                | Mondiali 1990 - 1º turno                                               | -                                                                      |                                                                        |
| 21-6-1990                                                              | Udine                                                                  | Corea del Sud                                                          | 0 – 1                                                                  | Uruguay                                                                | Mondiali 1990 - 1º turno                                               | -                                                                      |                                                                        |
| 25-6-1990                                                              | Roma                                                                   | Italia                                                                 | 2 – 0                                                                  | Uruguay                                                                | Mondiali 1990 - Ottavi di finale                                       | -                                                                      | 35’                                                                    |
| Totale                                                                 |                                                                        | Presenze                                                               | 27                                                                     |                                                                        | Reti                                                                   | 2                                                                      |                                                                        |

| Cronologia completa delle presenze e delle reti in nazionale ― Uruguay under 20 | Cronologia completa delle presenze e delle reti in nazionale ― Uruguay under 20 | Cronologia completa delle presenze e delle reti in nazionale ― Uruguay under 20 | Cronologia completa delle presenze e delle reti in nazionale ― Uruguay under 20 | Cronologia completa delle presenze e delle reti in nazionale ― Uruguay under 20 | Cronologia completa delle presenze e delle reti in nazionale ― Uruguay under 20 | Cronologia completa delle presenze e delle reti in nazionale ― Uruguay under 20 | Cronologia completa delle presenze e delle reti in nazionale ― Uruguay under 20 |
| Data                                                                            | Città                                                                           | In casa                                                                         | Risultato                                                                       | Ospiti                                                                          | Competizione                                                                    | Reti                                                                            | Note                                                                            |
| ------------------------------------------------------------------------------- | ------------------------------------------------------------------------------- | ------------------------------------------------------------------------------- | ------------------------------------------------------------------------------- | ------------------------------------------------------------------------------- | ------------------------------------------------------------------------------- | ------------------------------------------------------------------------------- | ------------------------------------------------------------------------------- |
| 4-6-1983                                                                        | Guadalajara                                                                     | Uruguay under 20                                                                | 3 – 2                                                                           | Stati Uniti under 20                                                            | Mondiali Under-20 1983 - 1º turno                                               | -                                                                               |                                                                                 |
| 6-6-1983                                                                        | León                                                                            | Uruguay under 20                                                                | 3 – 1                                                                           | Polonia under 20                                                                | Mondiali Under-20 1983 - 1º turno                                               | -                                                                               | 80’                                                                             |
| 12-6-1983                                                                       | Monterrey                                                                       | Uruguay under 20                                                                | 1 – 2 dts                                                                       | Corea del Sud under 20                                                          | Mondiali Under-20 1983 - Quarti di finale                                       | -                                                                               | Ammonizione                                                                     |
| Totale                                                                          |                                                                                 | Presenze                                                                        | 3                                                                               |                                                                                 | Reti                                                                            | 0                                                                               |                                                                                 |

## Palmarès

### Giocatore

#### Club

##### Competizioni nazionali
- Campionato uruguaiano: 3

Peñarol: 1985, 1986, 1993

##### Competizioni internazionali
- Coppa Libertadores: 1

Peñarol: 1987

#### Nazionale
- Campeonato Sudamericano de Football: 1

Argentina 1987